# طائفة ألبونت
طائفة البُنْت أو الفُنت أو (نقحرة: ألبونت) هي إحدى ممالك الطوائف التي تأسست نحو عام 403 هـ في الأندلس أثناء فتنة الأندلس على أيدي بنو القاسم أحدى قبائل كتامة بالأندلس إلى أن استولى عليها المرابطون عام 496 هـ.

## تاريخ الطائفة
مع اندلاع فتنة الأندلس، استقل عبد الله بن قاسم الزواوي نسباٞ والفهري حلفاٞ حسب ماذكر ابن حزم، ويقال أنهم من نسل عبد الملك بن قطن الفهري أحد ولاة الدولة الأموية في الأندلس، بألبونت وما حولها. لم يشارك الفهريون في أحداث الفتنة، وإن كانوا يؤيدون الخلفاء من بني أمية، كما آووا عدد منهم في أثناء تلك الفترة أشهرهم هشام المعتد بالله الذي أقام في كنف بني القاسم حتى تم اختياره لتولي الخلافة، بل واستقر هشام المعتد بالله أول عامين من خلافته في ألبونت قبل أن ينتقل إلى قرطبة.
توفي عبد الله بن قاسم عام 421 هـ، وخلفه ابنه محمد المتلقب بيمن الدولة الذي حكمها حتى عام 434 هـ، وخلفه بعد وفاته ابنه عز الدولة أحمد بن محمد الذي توفي عام 440 هـ. فحاول صهره تولية ابنه الطفل محمد بن أحمد ليحكم كوصي عليه، إلا أن أخي أحمد عبد الله بن محمد لم يقبل بذلك، واستولى على العرش وخلع الصبي بعد شهور، وتزوج من أرملة أخيه. وفي عام 482 هـ، أغار السيد الكمبيادور على أراضي ألبونت، فاضطر عبد الله بن محمد لأداء الجزية والدخول في طاعة ألفونسو السادس ملك قشتالة.
وفي عام 496 هـ، غزا المرابطون مناطق شرقي الأندلس، وضموا ما بقي من إمارات الطوائف المستقلة ومنها طائفة ألبونت.

## حكام الطائفة
- عبد الله بن قاسم الفهري (403 هـ - 421 هـ)
- محمد بن عبد الله بن قاسم الفهري (421 هـ - 434 هـ)
- أحمد بن محمد بن عبد الله الفهري (434 هـ - 440 هـ)
- محمد بن أحمد بن محمد بن عبد الله الفهري (440 هـ)
- عبد الله بن محمد بن عبد الله بن قاسم الفهري (440 هـ - 496 هـ)